# Agustín Armendáriz
Agustín Armendáriz y Murillo, Adrián y Otazu (Viana, 1 de abril de 1786 - Madrid, 20 de diciembre de 1875), i marqués de Armendáriz, fue un político progresista español. 
Subsecretario del Ministerio de la Gobernación desde 1837 y ministro de Gobernación entre abril y julio de 1840 en el gabinete del presidente Evaristo Pérez de Castro; diputado por Navarra en 1840, senador vitalicio desde 1845 e intendente de la Casa Real. En 1853 recibió el título nobiliario de marqués de Armendáriz, de nueva creación.
De su matrimonio con María de la Natividad Sainz de Urbina (1800-1875) tuvo una única hija, María de la Asunción Sinforosa.